# Panshizhen (ort i Kina, Zhejiang Sheng, lat 27,99, long 120,82)
Panshizhen (kinesiska: P’an-hou-wei, P’an-shih-wei, 磐石镇, P’an-shih) är en ort i Kina. Den ligger i provinsen Zhejiang, i den östra delen av landet, omkring 260 kilometer söder om provinshuvudstaden Hangzhou. Antalet invånare är 21 050. Befolkningen består av 9 735 kvinnor och 11 315 män. Barn under 15 år utgör 12,0 %, vuxna 15-64 år 80 %, och äldre över 65 år 6,0 %.
Närmaste större samhälle är Wenzhou, 15,3 km väster om Panshizhen. 
Genomsnittlig årsnederbörd är 2 185 millimeter. Den regnigaste månaden är juni, med i genomsnitt 294 mm nederbörd, och den torraste är januari, med 75 mm nederbörd.